# Kościół św. Idziego w Nymburku
Kościół Świętego Idziego (cz. Kostel svatého Jiljí) – rzymskokatolicka świątynia w czeskim mieście Nymburk.

## Historia
Budowę kościoła ukończono w latach 90. XIII wieku. Pierwotnie nosił wezwanie św. Mikołaja. Prawdopodobnie w 1370 roku do północnej ściany prezbiterium dostawiono kaplicę św. Doroty, a w XVI wieku do południowej nawy dostawiono kruchtę. W 1610 roku w wieżę trafił piorun, co spowodowało pożar tej części kościoła. Dzwony uległy stopieniu. Podczas wojny trzydziestoletniej wezwanie zmieniono na obecne. Budowla spłonęła w 1686 roku, w 1693 wspomina się o odbudowie kościoła i nadaniu mu barokowych form. W latach 1859–1866 świątynię zregotycyzowano według planów Bernharda Gruebera, dodając jednocześnie neogotyckie elementy. Kościół odrestaurowano ponownie w latach 1913-1918 według projektu Kamila Hilberta, usuwając detale neogotyckie, w związku z czym od nowa zbudowano sklepienie prezbiterium.

## Architektura i wyposażenie
Gotycka bazylika, trójnawowa. Wbudowana w południową nawę wieża ma wysokość 66 metrów. Nad portalem głównym znajduje się figura Madonny dłuta Štěpána Zálešáka. Ołtarz główny zdobi obraz przedstawiający świętego Idziego, patrona kościoła, namalowany w 1701 roku. Po bokach znajdują się dwie figury ukazujące świętych Piotra i Pawła z 1761 roku. Ołtarze boczne wykonano w latach 60. XX wieku. W prezbiterium znajduje się nagrobek rodziny Hlavniców z 1599 roku.